# 1505 en santé et médecine
| Années de la santé et de la médecine : 1502 - 1503 - 1504 - 1505 - 1506 - 1507 - 1508    |
| Décennies de la santé et de la médecine : 1470 - 1480 - 1490 - 1500 - 1510 - 1520 - 1530 |

Cet article présente les faits marquants de l'année 1505 en santé et médecine.

## Événements
- « Les médecins [de Paris] scellent un contrat d’union avec les barbiers et les autorisent à présenter de courtes thèses en « chirurgie tonsorine[1] » ».
- En Écosse, une charte du roi Jacques IV concède « le monopole de la production et de la vente d’alcool à la guilde des chirurgiens barbiers d'Édimbourg[2] ».
- La syphilis atteint la Chine et le Japon, « une quinzaine d’années avant l’arrivée des marins portugais à Canton[3] ».
- Une dissection publique a lieu dans l’hôtel de Nesle à Paris[4].
- 1505-1506 : à l'occasion de ses voyages à Carrare,  Michel-Ange pratique des dissections à Pise[5].

## Publications
- En Chine, achèvement du Ben cao pin hui jing yao (« Recueil sur les plantes médicinales essentielles de la pharmacopée »), compilé par le médecin Liu Wentai sur ordre de Xiaozong, empereur de la dynastie Ming[6].
- Impression à Leyde, dans la traduction latine de Constantin de Carthage (1020-1087) et sous le titre d'Opera Omnia Isaci, d'une compilation des traités de médecine d'Isaac Israeli (832 ?-932 ?[7]).

## Fondations
- Création de la première chaire de médecine de l'université d'Aberdeen, en Écosse, fondée en 1498 par l'évêque William Elphinstone[8].
- Création du lectorat à la faculté de médecine de Paris, et élection des deux premiers titulaires :  « Jean Guichard sur la première chaire, consacrée aux choses naturelles (anatomie, physiologie, botanique) et aux choses non-naturelles (hygiène et régime), et Jean de Ruel sur la deuxième chaire destinée aux choses contre nature (pathologie et thérapeutique[9]) ».
- 1504-1505 : fondation, par Pierre Cointet, de l'hôpital Sainte-Croix de Baume-les-Dames, en Franche-Comté[10].

## Personnalité
- Fl. Desdier Christol, « médecin, prieur de Saint-Maurice, près de Montpellier[11] ».

## Naissances
- Lievin Lemnius (mort en 1568), médecin natif de Zierikzee en Zélande[12].
- Entre 1500 et 1505 : Pierre Franco (mort en 1578), chirurgien français, spécialiste de la lithotomie[13].

## Décès
- 28 janvier : Giovanni Garzoni (it) (né en 1419), médecin et historien humaniste, professeur de médecine et de philosophie à Bologne, archiatre des antipapes Nicolas V et Calixte III[14],[15].
- Raoul de La Woestine (né à une date inconnue), maître ès arts et en médecine, professeur à Poitiers, médecin de Dunois, dit le bâtard d'Orléans[16].
- Gabriel de Zerbis (né en 1445), anatomiste italien, auteur du  De cautelis medicorum (« Des précautions [à prendre] avec les médicaments »), imprimé à Venise en 1495[17].